# 森省二
森 省二（もり せいじ、1947年6月7日 - ）は、日本の精神科医、文筆家。医学博士（論文博士・1980年）。

## 略歴
岐阜県出身。名古屋市立大学医学部卒業。1980年「偽循環病型分裂病について」で、医学博士。同大学助手、愛知医科大学講師、名古屋柳城短期大学教授、愛知みずほ大学教授を経て、澄鈴会理事・顧問、尾源研究所研究員。
故郷に戻り、地域の医療と福祉に関与する。暮らしに密着した臨床からストーリーを探り、こころの統合を目指している。

## 著書
- 『アンデルセン童話の深層 作品と生いたちの分析』創元社 1988 のちちくま学芸文庫
- 『正常と異常のはざま 境界線上の精神病理』1989 講談社現代新書
- 『子どもの対象喪失 その悲しみの世界』創元社 1990　「子どもの悲しみの世界」ちくま学芸文庫
- 『逸脱するエロス 愛と性の精神病理』1990 (講談社現代新書)
- 『「別れ」の深層心理』1993 (講談社現代新書)
- 『恋の終わりの心理学 恋愛の本質がわかる』同文書院 アテナ選書 1994
- 『別れ上手は出会い上手』実業之日本社 1994
- 『愛されたい、愛せない 精神科医が語る現代の若者たち』保健同人社 1995
- 『メルヘンの深層心理 登場人物からのアプローチ』筑摩書房(ちくまプリマーブックス) 1996
- 『大人の恋の心理学 ほんものの「愛と幸せ」を見つけるために』同文書院 1996
- 『カエルの無意識、ネコの知恵 メルヘンを読む』筑摩書房 (ちくまプリマーブックス) 1997
- 『死による別れの癒し方 患者と家族の心のケア』1997 丸善ライブラリー
- 『こころの旅立ち』河出書房新社 2000
- 『イエスタデイズ ショートストーリー&エッセー選集』牧歌舎東京本部 2012

### 共編著
- 『青年期境界例 理論と治療の実際』清水将之共著 金原出版 新臨床医学文庫 1984
- 『名作童話の深層』氏原寛共編 創元社 1989
- 『子どもの精神療法 症例とスーパービジョン』編 金剛出版 1991
- 『メンタルヘルスの実践』編著 朱鷺書房 1996
- 『童話と心の深層』橋本和明, 森恭子共著 創元社 1996
- 『物語がこころを癒す メルヘンの深層心理』森恭子共著 大和書房 1998
- 『怒りの処方せん 幸せに生きるヒント 発言小町の知恵+医師のアドバイス』読売新聞大手小町編集部共著 保健同人社(これ効き!シリーズ) 2011

### 翻訳
- アンソニー・ストー『孤独 自己への回帰』吉野要共監訳 創元社 1994